# Émile-Louis Burnouf
Émile-Louis Burnouf (Valognes, 26 agosto 1821 – Parigi, 1907) è stato un orientalista e indologo francese, le cui idee influenzarono lo sviluppo della teosofia, dell'arianesimo e dell'ariosofia.

## Biografia
Émile era il nipote di Jean-Louis Burnouf, famoso filologo classico, e cugino di Eugène Burnouf, fondatore degli studi sul Buddhismo in Occidente. Seguendo le loro orme, Émile cercò di collegare il pensiero buddista e indù alla cultura classica dell'Europa occidentale.
Fu professore presso la faculté de lettres presso l'Università di Nancy, poi direttore della Scuola Francese di Atene dal 1867 al 1875. Fu anche l'autore di un dizionario di lingua sanscrita.
Burnouf collaborò con Heinrich Schliemann durante l'ultimo scavo di Troia ad Hissarlik nel 1871-1875 e sviluppò un ampio studio iconografico sull'uso della svastica, simbolo che era stato ritrovato in numerose ceramiche rinvenute nel sito. Burnouf era convinto che la croce del cristianesimo fosse derivata dal svastica orientale, la quale avrebbe raffigurato l'installazione dei fuochi sacri dell'India vedica ricollegando quindi la sua origine al mito dell'arianesimo originale. 

## Opere
- De Neptuno ejusque cultu, praesertim in Peloponneso, 1850,  impr. de J. Delalain, 80 pp. (Il s’agit du texte de la Thèse complémentaire, en Latin, pour le doctorat ès-lettres auprès de la Faculté des lettres de Paris)
- Méthode pour étudier la langue sanskrite, 1859
- La Bhagavad-Gîtâ, ou le Chant du Bienheureux, poème indien, Paris, 1861.
- Essai sur le Veda, Paris: Dezobry, Fd Tandou et Cie, 1863
- Dictionnaire classique sanscrit-français (...) contenant le dêvanâgari, sa transcription européenne, l'interprétation, les racines, Nancy, 1863
- Histoire de la littérature grecque, 2 volumes, Ch. Delagrave, Paris, 1869
- La Légende athénienne, 1872
- La Mythologie japonaise, 1875
- La Ville et l'Acropole d'Athènes aux diverses époques, Maisonneuve, 1877
- Le Catholicisme contemporain, 1879
- Mémoires sur l'Antiquité, Maisonneuve et Cie, Paris, 1879
- La Vie et la pensée, 1886